# Peter I av Serbien
Peter I (serbiska: Петар I Карађорђевић, Petar I Karađorđević), född 29 juni 1844 i Belgrad, död 16 augusti 1921 i Belgrad, var Serbiens kung mellan 1903 och 1918 och därefter kung av Serbers, kroaters och sloveners kungarike. Peter I tillhörde huset Karađorđević, han efterträddes 1921 av sin näst äldste son Alexander I av Jugoslavien, men hade då i praktiken upphört att regera redan 1918, p.g.a. sjukdom.

## Biografi
Vid faderns störtande 1858 följde Peter honom i landsflykt, uppfostrades i Österrike och senare i Genève och utbildades till officer i fransk tjänst. Som sådan deltog han med utmärkelse i fransk-tyska kriget 1870-71. Under antaget namn anförde han senarr en bosnisk friskara under upproret mot Turkiet 1876. När den i Serbien regerande dynastin Obrenović allt tydligare orienterade sig mot Österrike, blev Peter som kommande bärare av dynastin Karađorđevićs pretendentanspråk mer och mer uppmärksammad från ryskt håll och inbjöds 1882 med förbigående av kung Milan som serbisk representant till Alexander III:s kröning. Han gifte sig 1883 i Cetinje med prinsessan Zorka av Montenegro (1864-1890) , dotter till Nikola I av Montenegro. 

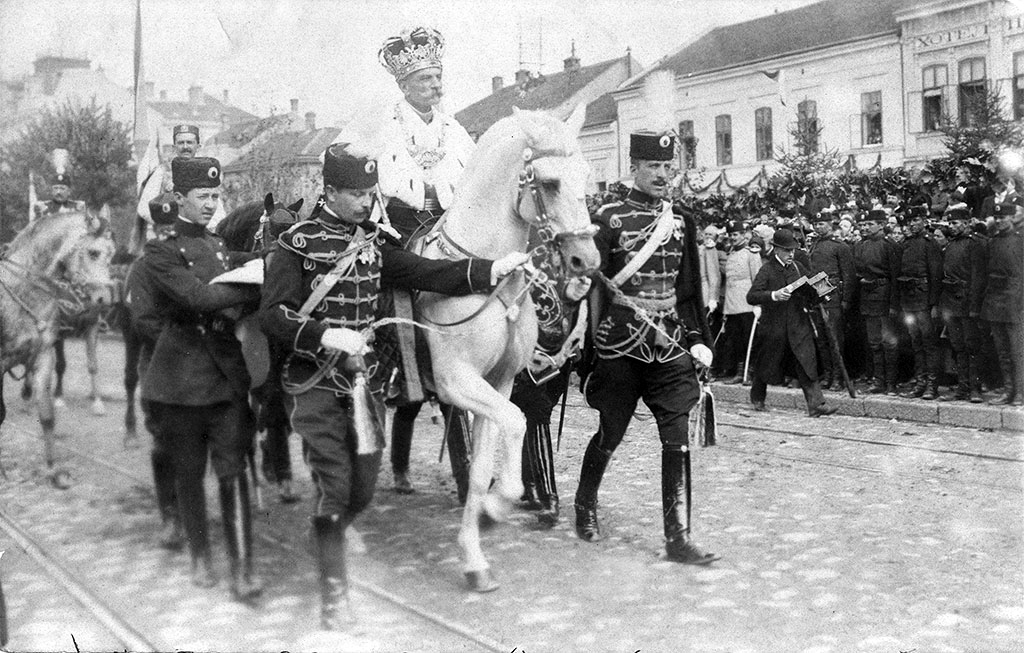
Peter I lämnar Ärkeängeln Mikaels katedralen i Belgrad på häst efter hans kröning 1904.

Efter dynastin Obrenovićs utslockande med mordet på kung Alexander av Serbien 1903 valdes Peter av den serbiska skupsjtinan enhälligt till kung av Serbien. Som sådan förde han en ryskorienterad politik, varvid han särskilt samverkade med Nikola Pašić. I övrigt uppbar han sin monarkiska ställning på konstitutionellt och korrekt sätt och lyckades efterhand övervinna inte bara det beroende han stått till medlemmarna i Svarta handen och även övervinna den misstro mot hans regering som mordet på de tidigare regenterna framkallat. Storbritanniens erkännande som regent erhöll han dock först 1906. 
Kort före första världskrigets utbrott måste Peter på grund av sin hälsa överlämna regeringen till sin näst äldste son, Alexander. Den äldste hade redan 1909 avsagt sig tronföljden. Sonen Alexander förblev regent fram till faderns död. Peter deltog dock trots sin dåliga hälsa i den Serbiska arméns reträtt genom Albanien och uppehöll sig senare en tid på Korfu.
Efter Tyskland och Österrike-Ungerns nederlag fick Peter uppleva förverkligandet av de storserbiska strävandena genom upprättandet av Serbers, kroaters och sloveners kungarike. Peter avled 16 augusti 1921 och efterträddes då formellt av sonen Alexander.

## Barn
- Helena av Serbien (1884-1962) gift med prins Ivan av Ryssland (1886-1918)
- Milena av Serbien (1886-1887)
- Georg av Serbien (1887-1972) kronprins till 1909, gift morganatiskt med Radmila Radonjic
- Alexander I av Jugoslavien (1888-1934) gift med Marie av Rumänien

## Utmärkelser
- Riddare av Sankt Alexander Nevskij-orden
- Sankt Stanislausorden, första klassen
- Andreasorden
- Vita örnens orden
- Sankt Annas orden, första klass
- Georgsorden, tredje klass

[Redigera Wikidata]